# Martín Marculeta Barbería
Martín Marculeta Barbería (Sant Sebastià, 24 de setembre de 1907 - Sant Sebastià, 19 de novembre de 1984) fou un futbolista basc dels anys 1920 i 1930 i posteriorment entrenador.

## Trajectòria
Era conegut amb el sobrenom del forner d'Amara. De jove fou fitxat per la Reial Societat, on jugà durant una dècada fins al 1934 un total de 229 partits en els quals marcà 39 gols. Assolí tres campionats de Guipúscoa i el 1928 disputà la triple final del Campionat d'Espanya enfront del FC Barcelona, en la qual finalment es proclamà campió el Barça. Aquest mateix any participà en els Jocs Olímpics d'Amsterdam. El 1929 debutà amb la Reial Societat a primera divisió, competició en la qual durant sis temporades disputà 106 partits i marcà 4 gols.
L'any 1934, després de disputar la Copa del Món d'Itàlia, fou fitxat per l'Atlètic de Madrid, que tot just havia ascendit a primera divisió. Al club madrileny jugà dues temporades. Durant la Guerra Civil tornà a la Reial Societat, amb la qual disputà diversos partits amistosos. Amb la selecció espanyola disputà 15 partits i marcà un gol entre 1928 i 1935.
Un cop retirat fou entrenador, dirigint a la Reial Societat, Real Sporting de Gijón i Real Unión de Irún, entre d'altres.

## Palmarès
Reial Societat
- Campionat de Guipúscoa de futbol:
  - 1927, 1929, 1933